# Goldaugenspringspinnen
|  | Dieser Artikel wurde aufgrund von formalen oder inhaltlichen Mängeln in der Qualitätssicherung Biologie zur Verbesserung eingetragen. Dies geschieht, um die Qualität der Biologie-Artikel auf ein akzeptables Niveau zu bringen. Bitte hilf mit, diesen Artikel zu verbessern! Artikel, die nicht signifikant verbessert werden, können gegebenenfalls gelöscht werden. Lies dazu auch die näheren Informationen in den Mindestanforderungen an Biologie-Artikel. |

Die Goldaugenspringspinnen (Philaeus) bilden eine Gattung innerhalb der Familie der Springspinnen (Salticidae). Nachdem die Art Philaeus maoniuensis im Jahr 2003 der Gattung Yllenus zugeordnet und einige Arten zu jüngeren Synonymen von Philaeus chrysops erklärt wurden, umfasst die Gattung heute noch 6 Arten.

## Verbreitung
Spezies der Goldaugenspringspinnen sind vor allem im Mittelmeerraum und in Westafrika weit verbreitet. Vereinzelt findet man die Arten auch in Guatemala und auf den Galápagos-Inseln. Ihr wohl bekanntester Vertreter ist die gleichnamige Goldaugenspringspinne (P. chrysops), die über weite Teile der südlichen Paläarktis verbreitet ist. In Mitteleuropa (bis in einige polnische Gebiete) kommt sie sehr vereinzelt vor.

## Arten
- Philaeus chrysops (Poda, 1761) – Europa (ohne Skandinavien), Nordafrika bis naher Osten, Türkei, Kaukasus, Russland (Europa bis ferner Osten), Iran, Kasachstan, Zentralasien, Afghanistan, China, Mongolei, Korea
- Philaeus corrugatulus Strand, 1917 – Algerien
- Philaeus daoxianensis Peng, Gong & Kim, 2000 – China
- Philaeus fallax (Lucas, 1846) – Algerien
- Philaeus raribarbis Denis, 1955 – Marokko
- Philaeus ruber Peckham & Peckham, 1885 – Guatemala